# Станислав Томић
Станислав Томић (Тузла, 9. јул 1986) млади је писац, сатиричар. Рођен је 9. јула 1986. године у Тузли. Основну и средњу школу је завршио у Зворнику. Дипломирао је на Филозофском факултету Универзитета у Источном Сарајеву, на Одсјеку за филозофију и социологију. Магистрирао је на Катедри за Филозофију матичног факултета и стекао звање магистра филозофије. Афоризме је почео писати у студентским данима, а објављује их у Вечерњим новостима, Политици, Етни, Носорогу и другим штампаним и електронским медијима.

## Достигнућа
Заступљен је у бројним антологијама и зборницима афоризама, од чега посебно треба издвојити антологију српског афоризма за дјецу „Раздељак” коју је приредио чувени београдски афористичар, Александар Чотрић, а издао Завод за уџбенике и наставна средства Београд. Затим, уврштен је антологију афоризма „Даха духу” коју је приредио подгорички сатиричар Вељко Рајковић. Уврштен је, такође, међу седам најбољих афористичара у БиХ, чије ствараштво је приказано у књизи „Бравуре духа”, коју је приредио проф. др Ратко Божовић.
Објавио је три књиге афоризама: „Зло, наопако и обрнуто” (Носорог, Бања Лука, 2011), „Хватање мисли” (Алма, Београд, 2014) и „Висина дубине” (Просвета, Београд, 2017). Приредио је зборник афоризама „Крива Дрина заправо” (НБЗ и АСоглас, Зворник, 2018).
Оснивач је Фестивала хумора и сатире „Крива Дрина” Зворник на коме је установио награду „Златна вијуга”.
Награђен је првом наградом по избору аутора за кратку причу на конкурсу Српског културног форума у Бечу (2011), те другом наградом за кратку причу на конкурсу Друштва српско-руског пријатељства (2015) као и првом наградом за најбољу кратку причу на конкурсу „Зворничке приче” (2018).
Носилац је признања „Сатирично перо” за најбољи афоризам на 10. Међународном фестивалу хумора и сатире у Бијељини (2013). Добитник је Вибове награде листа „Политика” за 2013. годину као најбољи млади сатиричар. Освојио је другу награду за афоризам на „Чивијади” у Шапцу (2018). Српско просвјетно и културно друштво „Просвјета” у Зворнику, прогласило је књигу „Висина дубине”, Станислава Томића за најбољу књигу у 2017. години.
Члан је Београдског афористичарског круга и Удружења афористичара 1. април из Бијељине.
Осим афоризмима, бави се и умјетничком фотографијом. Имао је четири самосталне изложбе фотографија: „Призориште” (2010), „Свици у очима” (2011), „Фотософија” (2013) и „Аналогија” (2014). На конкурсу за фотографију под називом „Ухвати ритам љета”, који је организовала Туристичка организације града Зворника, освојио је прву награду са фотографијом „Ухваћен ритам љета”.
Запослен је као професор у Средњошколском центру „Петар Кочић” у Зворнику.